# ホセ・エステバン・ムニョス
ホセ・エステバン・ムニョス（1967年8月9日 - 2013年12月3日）は、パフォーマンス研究、視覚文化、クィア理論、文化研究、批評理論の分野で活躍したキューバ系アメリカ人の学者である。
彼の最初の本『Disidentifications: Queers of Color and the Performance of Politics』（1999年）は、パフォーマンス研究の視点を通じて、クィアな有色人種のパフォーマンス、活動、そして生存を検討している。彼の第二の本『Cruising Utopia: the Then and There of Queer Futurity』は2009年にNYUプレスから出版された。2020年には、ムニョスが亡くなった時点で取り組んでいた本『The Sense of Brown: Ethnicity, Affect and Performance』が、ジョシュア・チェンバース＝レトソンとタビア・ニョンゴが残した原稿を完成させた後、デューク大学から出版された。この本でムニョスは、ブラウンピープルの経験や文化的実践を説明するために「ブラウン性」という用語を使用している。彼はこの用語を説明するだけでなく、過去のクィア理論の研究を拡張し、クィアコミュニティと結びつけている。彼はこれらのトピックを結びつけ、社会的規範がもたらす否定的な経験に対する抵抗の手段を提唱している。
ムニョスは、ニューヨーク大学ティッシュ芸術学部のパフォーマンス研究学科の教授であり、前学科長であった。ムニョスはデューク基金フェローシップ（1989年）とペンシルベニア州立大学フェローシップ（1997年）を受賞している。また、近代言語学会、アメリカ学会、および大学美術協会に所属していた。

## 来歴
ムニョスは1967年にキューバのハバナで生まれ、同年に両親と共にフロリダ州ハイアリアのキューバ亡命コミュニティに移住した。1989年にサラ・ローレンス大学で比較文学の学士号を取得し、学部教育を修了した。1994年にはデューク大学の文学大学院プログラムで博士号を取得し、クィア理論家のイヴ・コゾフスキー・セジウィックの指導を受けた。
彼は、バジナル・デイビス、ナオ・ブスタマンテ、カルメリータ・トロピカーナ、アイザック・ジュリアン、ホルヘ・イグナシオ・コルティーニャス、ケビン・アヴィアンス、ジェームズ・スカイラー、リチャード・ファン、バスキア、ペドロ・ザモラ、アンディ・ウォーホルなどのアーティスト、パフォーマー、文化的な人物について執筆した。彼の作品は、チカーナフェミニストであるグロリア・アンザルドゥーア、チェリー・モラガ、チェラ・サンドバル、ノルマ・アラルコンの研究、フランクフルト学派の批判的思考家たち、エルンスト・ブロッホ、テオドール・アドルノ、ヴァルター・ベンヤミン、そしてマルティン・ハイデガーの哲学に負っている。
ムニョスは2013年12月にニューヨークで亡くなった。

## 本
彼の死の時点で、ムニョスはデューク大学出版から出版される予定であった彼の第三の本『The Sense of Brown: Ethnicity, Affect and Performance』に取り組んでいた。彼の単著の二冊に加えて、ムニョスはジェニファー・ドイルとジョナサン・フラットリーと共に『Pop Out: Queer Warhol』（1996年）を、セレステ・フレイザー・デルガドと共に『Everynight Life: Culture and Dance in Latin/o America』（1997年）を共同編集した。
アン・ペレグリーニと共に、ホセ・ムニョスは1998年に初公開されたNYUプレスの影響力のある「セクシャル・カルチャーズ」書籍シリーズの創設シリーズ編集者であった。有色人種の女性のフェミニズムに基づき、このシリーズは「人種、階級、性別、一時性、宗教、地域がセクシュアリティと同じくらい中心的な役割を果たすクィアライフの代替的な地図を提供する」タイトルを専門としており、有色人種のクィア批評の確立に基礎を築いた。
ムニョスは1996年の第1回クロッシング・ボーダーズ・カンファレンスでも活動しており、このカンファレンスはラテンアメリカとラテン系クィア・セクシュアリティに焦点を当てていた。彼はニューヨーク市立大学のCLAGS（The Center for LGBTQ Studies）の理事会メンバーであり、ジャーナル『ソーシャル・テキスト』および『ウィメン・アンド・パフォーマンス：フェミニスト・セオリー・ジャーナル』の編集者でもあった。

## 賞
彼の死後まもなく、CLAGSは彼を称えて賞を設立し、クィア研究をその活動に統合するLGBTQ活動家に授与されることになった。この賞の初受賞者は2015年のジャネット・モックであった。
2016年の春、ニューヨーク大学パフォーマンス研究学科は著名なホセ・エステバン・ムニョス記念講義を開始した。講演者にはフレッド・モーテン、ホセ・キロガ、ジュディス・バトラーが含まれている。

## リサーチと関心領域
ムニョスは現代の主流なゲイとレズビアンの政治に挑戦し、疑問を投げかけている。彼は、ゲイの権利、同性結婚、軍隊におけるゲイを政治的目標とする現在のゲイとレズビアンの政治が、制限された規範的な時間と現代に閉じ込められていると主張している。エルンスト・ブロッホの『希望の原理』（"Das Prinzip Hoffnung", 1959年）に従い、ムニョスは政治的理想主義を促進する特定の美的プロセスの社会的象徴的な次元に興味を持っている。ムニョスはクィアネスを「まだここにないもの」と再定義している。クィアネスは「この世界が十分でないと感じさせるもの」である。ムニョスはクィアネスをアイデンティティ政治から再概念化し、それを美学の分野に持ち込んでいる。ムニョスにとって、バジナル・デイヴィスの視覚芸術のようなクィア美学は、未来の社会関係をマッピングするための青写真を提供している。ムニョスの概念化におけるクィアネスは、「ストレートタイム」、「今ここにあるもの」を拒絶し、「その場ですぐ」を主張するものである。ムニョスは「脱同一化パフォーマンス」の概念を提唱しており、これは人種的および性的少数者、またはマイノリティ主体が文化ヘゲモニーについての真実を明らかにする越境と創造の行為である。ムニョスはリー・エデルマンの『No Future』とクィアのデストルドーの概念を批判しており、それがムニョスのクィア未来論またはクィア社会論の理論化に繋がっている。したがって、クィア未来論は、「生き残り、世界でのユートピア的な存在様式を想像するための美学的戦略を通じて、少数者主体に可能性の風景を照らし出す」。

### エビデンスとしての儚さ
ムニョスは1996年の『Women & Performance: A Journal of Feminist Theory』において、初めて彼の「証拠としてのエフェメラ」概念を紹介した。パフォーマンスが儚いものであるという考えは、パフォーマンス研究の分野において本質的なものである。このエッセイでムニョスは、エフェメラは消え去らないと主張している。ムニョス的な意味でのエフェメラは、「反厳格」および「反証拠」の様式であり、物質性の理解を再定義するものである。レイモンド・ウィリアムズの「感情の構造」の概念を基にして、ムニョスは儚いもの、「痕跡、きらめき、残留物、微粒子」が明確に物質的であるが、常に固体であるわけではないと主張している。知的および談話的なイベントとしてのパフォーマティブなものを枠組みとし、彼はクィアネスを社会的および関係的な可能性、自己認識の感覚として定義し始める。彼はクィアネスの痕跡がしばしばクィアな主体を攻撃に脆弱にするため、クィアネスはひそかに受け継がれると主張している。ムニョスのエフェメラの定義は、ポール・ギルロイの『ブラック・アトランティック』に影響を受けており、「エフェメラの交換がコミュニティを結びつけ、コンサートを行う一部として」存在している。その結果、ムニョスは、クィアネスは「目に見える証拠」として存在できないため、儚い瞬間に存在しなければならないと述べている。このようにして、クィアのパフォーマンスはクィアの可能性とクィアの世界形成の証拠として立っている。ムニョスはマーロン・リッグスのドキュメンタリー映画『Tongues Untied』と『Black Is, Black Ain't』を、黒人クィアアイデンティティの儚い証言の例として理解している。2013年、ムニョスはチューリッヒのレ・コンプリスでの展示『An Unhappy Archive』に協力した。この展示の目的は、テキスト、ポスター、本、および絵を使用して幸福の規範的な定義を問い直すことであった。プロジェクトのタイトルは、サラ・アーメッドの「アンハッピー・アーカイブ」の概念への言及である。アーメドによれば、アンハッピー・アーカイブは、フェミニスト・クィアおよび反人種差別の政治に根ざした共同プロジェクトである。他の協力者には、アン・ツヴェトコヴィッチ、カリン・ミハルスキー、サビアン・バウマン、イヴ・コゾフスキー・セジウィックが含まれている。ムニョスは、パフォーマンスの存在論がその消滅にあるとするペギー・フェランの主張から離れている。ムニョスは、この見解を狭い時間の見方に限定されているとして否定しており、ライブパフォーマンスは儚く存在し、その消滅後も完全に消え去るわけではないと提案している。

### 脱同一視化
ムニョスの脱同一化の理論は、ミシェル・ペシューの脱同一化と主題形成の理解に基づいており、アイデンティティがマイノリティとされる少数派の主体（例：有色人種のクィア）が、ノルマティブな主体（すなわち異性愛者、シスジェンダー、白人、中流階級、男性）に適合しない存在を罰し、消し去ろうとするマジョリタリアンな世界でどのようにアイデンティティを交渉するかを検討している。ムニョスは、有色人種のクィアが植民地主義の影響により、支配的な人種的および性的イデオロギー、すなわち白人規範性とヘテロノーマティビティの外に置かれていることに注目している。彼の言葉によれば、「脱同一化とは、歴史的トラウマとシステム的暴力を管理し交渉することに関するものである」。脱同一化の主体は支配的なイデオロギーに同化（同一化）も拒否（対抗同一化）もしない。むしろ、脱同一化の主体は第三の戦略を用い、「文化形式に対して戦術的かつ同時に働きかけ、共に働き、そして反対する」。脱同一化は、同一化のプロセスであるだけでなく、サバイバル戦略でもある。脱同一化を通じて、脱同一化する主体は主流の文化コードを再構築し、同時に挿入と転覆を行いながら、自身を主流に読み込むことができる。脱同一化の様式によって、クィアの主体は未来に向かって導かれる。恥や「失敗した呼びかけによる誤認識」を利用して、クィアの集団性は支配的な体制に同化せず、厳密に対抗することもなく、クィアの対抗公共圏を生み出す戦略に取り組む。
彼の脱同一化の理論は、有色人種のクィアパフォーマンスアートの理解の基礎となっており、多様な分野で不可欠な存在であることが証明されている。ムニョスの主張は、ステファン・ブレヒト（1924-2009）の「クィア演劇」理論と対話している。ブレヒトは、クィア演劇が必然的にユーモアや受動的な繰り返しに変わり、最終的には崩壊すると主張している。ムニョスは、ブレヒトの理論が有色人種のアーティストの作品を考慮していないように見え、またユーモアを教訓的かつ政治的なプロジェクトとして使用することを無視しているため、この理論に警戒している。ムニョスは、有色人種のクィアアーティストの作品は政治的であり、支配的なイデオロギーの論理が存在する限り、政治的であり続けると主張している。

### 対抗公共圏
『Disidentifications』においてムニョスは、ナンシー・フレーザーの「対抗公共圏」という概念――そこで彼女は「公式のブルジョワ公共圏の排他的な規範に異議を唱え、代替的な政治行動様式や代替的な発言形式を発展させる」と述べている――から引用し、対抗公共圏を「支配的な公共圏に異議を唱えるコミュニティと関係の連鎖」と定義している。対抗公共圏は、白人性、ヘテロノーマティビティ、そしてミソジニーの規範的なスクリプトに対抗する一連の文化的パフォーマンスを通じて世界を作り出す能力を持っている。対抗公共圏は社会的スクリプトを混乱させ、異なるユートピア的な社会関係をマッピングするための世界の他のビジョンの可能性を開く。ムニョスは、そのような活動が有色人種のクィアの主体の生存と別の世界の可能性のために重要であると示唆している。対抗公共圏のパフォーマンスの中心には、「批判的な感情と方法論の両方である」教育的希望の概念がある。ジャック・ハルバースタムは『In a Queer Time & Place』の中で、ドラァグキング文化の役割を、白人のヘテロノーマティビティに挑戦しながら「少数派の公共圏」を検証し生み出す対抗公共圏の一形態として論じている。対抗公共圏の例として、ザンドラ・イバラの「ラ・チカ・ブーム」スピクタクルズ、バジナル・デイヴィス、そしてキューバの活動家で『The Real World: San Francisco』のキャストメンバーであるペドロ・ザモラの視覚パフォーマンスが含まれている。

### クィア未来論と楽観主義
クィア未来論は、ユートピア主義、歴史主義、発話行為理論、政治的理想主義の要素を組み合わせ、有色人種のクィアが直面する現状のジレンマを批判し、クィア理論におけるデストルドーを見直し、再考し、再検討するための文学的およびクィア文化理論である。クィア未来論、または「クィア交際性」は、少数派の主体のテーマと関心事をパフォーマンスおよび美学のレンズを通じて扱い、少数派の主体の経験から生じるクィアな未来を想像することに関心を持つ一連のメディアとアーティストを包含している。クィア交際性の研究は、パフォーマンス研究、クィア理論、ジェンダーおよび女性学の分野を超えて拡大しており、ブラック・ディアスポラ研究、カリブ研究、および音楽学の問題に取り組むためにさまざまな学者によって使用され、また、有色人種のクィア批評の分野にもつながっている。
『Cruising Utopia』において、ホセ・ムニョスは希望の批判的方法論を展開し、現在に疑問を投げかけ、未来を切り開くことを目指している。彼はエルンスト・ブロッホの希望、時間性、ユートピアに関するマルクス主義的分析を参考にし、「過去のインスピレーショナルな瞬間を通じて未来を（再）想像する」ことに焦点を当てている。この本でムニョスは、過去の一連のクィアアート作品を再訪し、それらの中に潜む政治的可能性を構想している。彼はフランク・オハラ、アンディ・ウォーホル、フレッド・ハーコ、リロイ・ジョーンズ、レイ・ジョンソン、ジル・ジョンストン、ジャック・スミス、ジェームズ・シュイラー、エリザベス・ビショップ、サミュエル・R・ディレイニー、およびアイリーン・マイルズの60年代および70年代のクィアメモワールを取り上げている。ムニョスは「これらの作品の意味、影響力、そして世界形成の能力を読むための痕跡と残留物の解釈学」を展開している。この世界形成の能力は、クィアな未来を可能にする。ムニョスはクィアを地平線、希望、未来性としての議論を展開している。フレッド・モーテンによれば、「ホセのクィア性は、未来への投影だけでなく、ある種の未来性を現在および過去に投影するものとしても現れるユートピアプロジェクトである」と述べている。

### Chusma
ムニョスはチュスメリアまたはチュスマを、規範的な行動を超えた行動様式の一形態として理論化している。チュスメリアは「ブルジョワ的な行動様式を拒否し、ラティーノがあまりにも黒すぎたり、貧しすぎたり、性的すぎたりしないようにする行動様式」である。クィア理論家デボラ・R・バルガスは、チュスメリアを使用して彼女の「ロ・スシオ」（社会の「汚い、嫌な、不潔な」もの）の理論を説明している。ムニョスの意味では、「ロ・スシオ」は「まだ実現されていないもの」として持続的に残存している。

### ブラウンを感じることの感覚
ムニョスは、リカルド・ブラチョの『The Sweetest Hangover (and Other STDs)』に掲載された「Feeling Brown: Ethnicity and Affect」で、ブラウン・アフェクトについて理論化を始めた。この論文では、ムニョスはエスニシティ、感情、パフォーマンスに焦点を当て、アメリカ合衆国の国民的感情に疑問を投げかけ、少数派の主体が規範的なアイデンティティ政治にアクセスするのを妨げる感情的な闘争を浮き彫りにしようとした。ムニョスの取り組みは、エスニシティを「人々が何であるか」として捉える概念を超えて、「人々が何をするか」というパフォーマティブなものとして理解することにある。ムニョスは、人種とエスニシティが「感情的」な違いとして理解されるべきであると述べている。感情的な違いとは、「異なる歴史的に一貫した集団が異なる感情的なレジスターで物質的な世界をどのように感じ、ナビゲートするか」を指す。「Feeling Brown」の中で、ムニョスは人種の影響を認識に基づく政治的行動の一形態として人種のパフォーマティビティの概念を論じた。したがって、「ブラウンを感じること」は、特定の歴史的主体に符号化された感情的な特性を認識する様式であると述べた。彼はブラウンの感情が「個別化された感情的特性」ではなく、むしろ自己と他者の集団的なマッピングであることを強調した。アイデンティティから感情への転換は、ムニョスの「ブラウン・コモンズ」の概念化につながり、これは人種が感情として、感情的な特性として経験される重要なポイントである。リシア・フィオル＝マッタは、ホセの「キューバ性」を「脱同一性、ブラウンを感じること、ブラウン・アンダーコモンズの一部、そしてブラウンの感覚の芸術的表現」として説明している。ラティニダッドを感情的な違いとすることで、「ホセは、解釈が行われるための必要条件としてのギャップ、傷、または欠如に向かう道筋やツールキットを私たちに与えた」と述べている。

### ブラウンコモンズ
ブラウン・コモンズは、特に「ブラウン」として人種化された個人が、支配的な文化規範の外で共通の感情、経験、歴史、生存を共有するコミュニティを形成する方法を探求する概念的枠組みである。それは特定のエスニシティや固定されたアイデンティティに結びついているわけではなく、人種化や周縁化を経験する人々が、共通の闘争、欲望、存在の表現を通じて帰属意識を見出す集団的な空間を反映している。『The Sense of Brown』の中でムニョスは、リカルド・ブラチョの劇『The Sweetest Hangover』に登場するナイトクラブ「Aztlantis」のモチーフを通じてブラウン・コモンズが何であるかを説明している。支配的な社会の理想が音楽、食べ物、服装、出席者によって強化される規範的なナイトクラブとは対照的に、Aztlantisは「フリークス」が集まるゲイナイトクラブである。Aztlantisは失われたチカーノの故郷に敬意を表しているが、クラブは厳密にラティーノとして定義されているわけではなく、他の有色人種も頻繁に訪れる。さらに、このナイトクラブは男性だけでなく、さまざまな性別や性的指向を持つ人々も訪れる。このナイトクラブはブラウン・コモンズに組み込まれており、支配的な社会の規範、基準、期待に対抗して機能する代替スペース、またはブラウン・コモンズの創造において、全体的な物理的空間も含まれていることを示している。この意味で、人間、場所、物、動物、自然、無生物はすべて、共通の経験や歴史に対する相互の関係性、またはAztlantisのような共通の場所や経験への志向とつながりにより「ブラウン」として概念化できる。

#### 褐色性とアンダーコモンズ
ムニョスは、この枠組みがブラック・ラディカル・トラディション（黒人ラディカルの伝統）の影響を受けていると述べており、特にフレッド・モーテンとステファノ・ハーニーのエッセイ集『The Undercommons: Fugitive Planning & Black Study』で展開された「アンダーコモンズ」を引用している。アンダーコモンズという用語は、ブラックやブラウンなどの周縁化された個人が、新しい形態の連帯と集団的存在を創り出すサブバージョンと逃亡の空間を指している。これは、支配的な社会の規範的な組織、文化、価値観に本質的に矛盾している。西洋の価値体系は、個人主義、民主的統治、資本主義と民営化、プライバシー、および勤勉の倫理を維持している。モーテンとハーニーは、これらの価値がアンダーコモンズの価値と本質的に矛盾していると主張しており、それには集団性と連帯、逃亡と抵抗、ケアと即興、曖昧さ、統治の拒否、専門職化と商品化、そして継続的な研究とラディカルな学びが含まれていると述べている。
社会における支配的な組織力、例えば負債、教育、仕事/専門職化の「物流」は、個人を集団から孤立させるように構築されており、これらの空間はますます民営化され、過度に個別化される。このため、この枠組みに適合しない者は排斥され、周縁化される。そしてその生きた経験や歴史的経験も、支配的な社会の定められた枠組み内で組織化できない限り、同様に周縁化される。この点について、モーテンとハーニーは、これらの周縁化と剥奪の共有された経験が、制度化された権力の構造の外で急進的な帰属意識を育むと主張している。アンダーコモンズは「逃亡計画」の場となり、個人がキッチン、裏ポーチ、地下室、ホール、公園のベンチ、パーティなどの非公式で即興的な方法で協力し、資本主義の生産性や知識の商品化と専門職化を拒否する。
アンダーコモンズは、個人主義、階層、統治、および消費という支配的な社会の根本的な価値観に異議を唱える形で機能するため、支配的な社会の価値観に挑戦している。アンダーコモンズは、周縁化された人々が繁栄できる枠組みを作り出すことで、支配的なシステムに対抗するのではなく、その枠組みの外で周縁化を引き起こすシステムを混乱させようとしている。これはムニョスのナイトクラブのモチーフによって再び例示されている。ナイトクラブは支配的な社会の価値体系と矛盾しているが、同時にそのシステムによって定められた枠組みの外で完全に機能している。それは新しい空間であり、その必要性を生み出した社会によって規制も管理もされていない。
ブラウンネスは回復されることも、誰かや何かに課されることもあり、またその両方である。ブラウン・コモンズは、ブラウンとして人種化された者がそのコミュニティの外で低評価される場合でも、彼らのコモンズ内では、ブラウンネスが強みとして活用され、世界における自分たちの価値を再確認し、支配的な文化が掲げる自分たちの文化に関する主流の物語に反論する場所でもある。
誰かがブラウンにされることがあるように、彼らは支配的な文化の価値観や枠組みに直接対抗することで、自分たちのブラウンネス、つまり彼らの主体性を主張することもできる。

## "Chico, What Does It Feel Like to Be a Problem?"
『The Sense of Brown』の「Chico, What Does It Feel Like to Be a Problem? The Transmission of Brownness」章において、ムニョスは問題であることの感覚を、離れている感じや分離されている感じとして表現している。また、彼はデュ・ボイスの理論についても議論しており、「問題であると感じることは、認識を通じた帰属の一形態でもある」と示唆している。ムニョスは、W・E・B・デュボイスの問題であると感じる理論を、少数派が認識される方法として説明している。彼は、ブラウンの人々が常に問題であると感じてきたことに焦点を当てており、それは彼らが実際に問題であるわけではなく、それが彼らが分類される方法だからであると述べている。彼はこの問題であるという感覚を用いて、ラティーノ/ラティーナを「アイデンティティ」として説明する際の問題について述べている。彼は「ブラウンを感じること」がこれらの問題のある用語を一時的に取り除くための共通の基盤を提供できるという概念を提示しており、これはこれらの用語を置き換えるための「グループ識別の特異性を枠組み化する試み」であると述べている。
ムニョスは「ブラウンネス」をカテゴリーとしてではなく、「人種的に少数化された感情、コモンズ、または様式」として提示している。彼はこの用語を使用して、「ラティニダッド」という用語が提示する問題を修正しようとしている。この用語は、異なる「ラテン」人々が持つ文化、習慣、信念の違いを考慮していないと述べている。代わりに、ラテンアメリカのすべての人々を一つのカテゴリーにまとめてしまい、全員を正確に説明することができない。このブラウンネスは、「現在の理解の中で人種差別的でヘテロノーマティブな制約の中では完全に把握することができない代替的な未来、共有された世界を開く」。ムニョスは、社会構造によって課されたアイデンティティの問題を認めることが、これらの問題を解決するための第一歩であると主張している。彼は「ブラウンネスという否定」を所有することで、「支配的な秩序に関連して自己とグループを問題として理解する」ことができると述べている。このブラウンネスの否定が達成されたとき、ラティーノ/ラティーナの間で共通のアイデンティティが形成されることができる。
ムニョスは、「ブラウンネス」の概念が、社会規範からこの用語で特定された人々を周縁化することに起因して「問題のように感じる」という状態を引き起こすことがよくあると説明している。このブラウンネスは、「複数かつさまざまな周縁化を通じて、人種化された暗黙のうちに白人の規範を強化するために使用されている」。その結果、ブラウンネスに関連付けられた個人は、自分のアイデンティティと社会的期待を調和させるための代替手段を模索することを余儀なくされている。彼らはこれらの規範に適応するために「快適で、倫理的で、実際に耐えられる」方法を見つけることに努めている。

## 影響とインパクト
彼の死後、「Boundary 2」誌は特別号「The Beauty of José Esteban Muñoz」を発行した。この特別号には、ムニョスの影響を受けたジュアナ・マリア・ロドリゲス、フレッド・モーテン、ダフネ・ブルックス、エリザベス・フリーマン、ジャック・ハルバースタム、アン・ツヴェトコヴィッチなどの学者の作品が掲載された。この特集号では、ムニョスがさまざまな学術分野、例えば有色人種のクィア批評、感情研究、ラティーナ/ラティーノのアイデンティティ、クィアの儚いもの、時間性などの概念の新しい方法論への貢献について取り上げている。ムニョスの死後、多くの美術、文学、および学術機関、アーティスト、および定期刊行物が、オンラインおよびジャーナルに基づく追悼記事や記念講演、年次イベントを通じて彼の遺産と貢献を記念した。Boundary 2の特別号では、アン・ツヴェトコヴィッチがムニョスの仕事の結果として感情理論の爆発的な変容をムニョスの功績として認めている。デボラ・パレデスは、ムニョスをラティーナ/ラティーノのアーティストによる広範なパフォーマンスに対する批判的かつ倫理的な注意深さの実践の鍵として、そして「ブラウンを感じる」ことのメロディを学者たちに聞かせる助けとして説明している。
2014年、ムニョスの「証拠としてのエフェメラ」の概念は、ジョシュア・ルビン＝レヴィとリカルド・モンテスがキュレーションしたVisual AIDSの展示テーマとなった。この展示は、ムニョスの1996年のエッセイ『Ephemera as Evidence: Introductory Notes to Queer Acts』にちなんで名付けられた。視覚芸術、パフォーマンスアート、および教育プロジェクトを特徴とするこの展示「Ephemera as Evidence」は、HIV/AIDS危機がどのように時間性の新しい関係を形成したかを探求している。この展示は、6月5日から6月24日までLa Mama Galleriaで開催され、ナオ・ブスタマンテ、カルメリタ・トロピカーナ、ベンジャミン・フレデリクソンなどの作品が展示された。
ムニョスの脱同一化の理論は、この分野の他の思想家にも影響を与えている。ロバート・マクルーアは『Crip Theory: Cultural Signs of Queerness and Disability』の中で、ムニョスの脱同一化の理論を引用し、クィア理論とクリップ理論を対話させることで可能になる「集団的脱同一化」を具体化し想像している。ダイアナ・テイラー、アン・ツヴェトコヴィッチ、ロデリック・ファーガソン、ジャック・ハルバースタムは、ムニョスの理論を自身の研究に引用し、応用している。ムニョスは、有色人種のクィア批評の分野にも影響を与えた。ロデリック・ファーガソンは『Aberrations in Black』の中で、ムニョスの脱同一化の理論を用い、社会学の分野で人種的差異の理論を明確にするために性的言説がどのように使用されるかを明らかにしている。さらに、脱同一化の理論は、アイデンティティ政治、時間性、ホモナショナリズム、ディアスポラおよび先住民研究など、さまざまなテーマに有色人種のクィア批評を適用するために多くの学者によって使用されている。
2014年、アートコレクティブ「My Barbarian」は、Visual AIDSが主催する「Alternate Endings」に参加するために選ばれた。これはDay With(out) Artの25周年を記念するビデオプログラムである。この年次イベントは1989年に始まり、AIDS危機を記念し、アーティストがHIV/AIDSの歴史を反映し、応答する作品を展示するプラットフォームを提供することを目的としている。「Counterpublicity」と題されたこのビデオパフォーマンスは、ムニョスのペドロ・ザモラに関するエッセイに基づいている。この具現化されたパフォーマンスでは、3人のアーティストが『The Real World: San Francisco』（1994年にMTVで放送されたリアリティ番組）のシーンを誇張して再現し、リアリティ番組の政治を批判的に検証している。この作品の歌詞はムニョスの対抗公共圏理論に基づいている。My Barbarianはパネルディスカッションで、「このビデオはペドロ・ザモラとホセ・エステバン・ムニョスへの追悼の中の追悼である」と述べた。このビデオはロサンゼルスのアウトフェストで初上映された。
ザンドラ・イバラ、別名ラ・チカ・ブームの「spics」の使用は、ムニョスの『The Sense of Brown』および『Counterpublics』に影響を受けている。ムニョスにとって、スピックス（spics）は感情および過剰な感情に関連する言葉である。イバラの「ラ・ビルヘンソータ・ホタ」と「ラ・トルティジェラ」のパフォーマンスは、有害な言語を再活用し、社会を再マッピングするための方法であり、ムニョスが「脱同一化パフォーマンス」と表現したものである。ムニョスは、ロバート・マクルーア、ロデリック・ファーガソン、ダフネ・ブルックス、ナディア・エリス、ジュアナ・マリア・ロドリゲス、デボラ・パレデス、アン・ツヴェトコヴィッチなど、多くのアメリカの学者やアーティストに大きな影響を与えた。

## 出版物

### 単著
- Disidentifications: Queers of Color and the Performance of Politics (1999). Minneapolis: University of Minnesota Press. ISBN 978-0-8166-3015-8.
- Cruising Utopia: The Then and There of Queer Futurity (2009). New York: NYU Press. ISBN 978-1-4798-7456-9ISBN 978-1-4798-7456-9. Translated to Spanish (Utopía queer, Caja Negra, 2020) and French (Cruiser l'utopie, Les Presses du Réel, 2021).
- The Sense of Brown (2020). Durham, NC: Duke University Press. ISBN 978-1-4780-1103-3ISBN 978-1-4780-1103-3.

### 編著
- With Celeste Fraser Delgado. Everynight Life: Culture and Dance in Latin/o America. Durham: Duke University Press, 1997.
- With Jennifer Doyle and Jonathan Flatley. Pop Out: Queer Warhol. Durham: Duke University Press, 1996.

### 本のチャプター
- "The Future in the Present: Sexual Avant-Gardes and the Performance of Utopia." The Future of American Studies. Eds. Donald Pease and Robyn Weigman. Durham and London: Duke University Press, 2002.
- "Gesture, Ephemera and Queer Feeling: Approaching Kevin Aviance." in _Dancing Desires: Choreographing Sexuality On and Off the Stage_ Ed. Jane Desmond. (Madison: University of Wisconsin Press, 2001.
- "The Autoethnographic Performance: Reading Richard Fung's Queer Hybridity." Performing Hybridity. Eds. Jennifer Natalya Fink and May Joseph. Minneapolis: University of Minnesota Press, 1999.
- "Latino Theatre and Queer Theory." Queer Theatre. Ed. Alisa Solomon. New York: New York University Press, 1999.
- "Luis Alfar's Memory Theatre." Corpus Delecti. Ed. Coco Fusco. New York and London: Routledge, 1999.
- "Pedro Zamora's Real World of Counterpublicity: Performing an Ethics of the Self." Living Color: Race and Television. Ed. Sasha Torres. Durham and London: Duke University Press, 1998.
- "Rough Boy Trade: Queer Desire/Straight Identity in the Photography of Larry Clark." The Passionate Camera. Ed. Deborah Bright. New York: Routledge, 1998.
- "Photographies of Mourning: Ambivalence and Melancholia in Mapplethorpe (Edited by Van Der Zee) and Looking for Langston." Race and the Subject(s) of Masculinity. Eds. Harry Uebel and Michael Stecopoulos. Durham and London: Duke University Press, 1997.
- "Famous and Dandy Like B. 'n' Andy: Race, Pop, and Basquiat." Pop Out: Queer Warhol. Eds. Jennifer Doyle, Jonathan Flatley and José Esteban Muñoz. Durham and London: Duke University Press, 1996.
- "Flaming Latinas: Ela Troyano's Carmelita Tropicana: Your Kunst Is Your Waffen." The Ethnic Eye: Latino Media. Eds. Ana M. L—pez and Chon A. Noriega. Minneapolis: University of Minnesota Press, 1996.
- "Ghosts of Public Sex: Utopian Longings, Queer Memories." Policing Public Sex: Queer Politics and the Future of AIDS Activism. Ed. Dangerous Bedfellows. Boston: South End Press, 1996.

### 厳選された雑誌記事
- "The Queer Social Text," Social Text 100 Vol 27, No. 3 (Fall 2009): 215–218.
- "From Surface to Depth, between Psychoanalysis and Affect," Women and Performance: A Journal of Feminist Theory. Vol. 19, No 2 (July 2009): 123–129.
- "Hope and Hopelessness: A Dialogue," with Lisa Duggan, Women and Performance: A Journal of Feminist Theory. Vol. 19, No 2 (July 2009): 275–283.
- "The Vulnerability Artist: Nao Bustamate and the Sad Beauty of Reparation," Women and Performance: A Journal of Feminist Theory, Vol. 16, No. 2, (July 2006): 191–200.
- "Feeling Brown, Feeling Down: Latina Affect, the Performativity of Race, and the Depressive Position," Signs: Journal of Women in Culture and Society, Vol. 31, No 3 (2006): 675–688.
- "What's Queer about Queer Studies Now," with David. L. Eng and Judith Halberstam in Social Text: What's Queer about Queer Studies Now? ed. with David L. Eng and Judith Halberstam, Vol. 23, Nos. 84-86 (Fall/Winter 2005): 1-18.
- "My Own Private Latin America: The Politics and Poetics of Trade," (with John Emil Vincent), Dispositio/n 50 (Spring 1998 [2000]), 19–36.
- "Ephemera as Evidence: Introductory Notes to Queer Acts," Queer Acts: Women and Performance, A Journal of Feminist Theory, eds. José E. Muñoz and Amanda Barrett, Vol. 8, No. 2 (1996): 5-18.